# Oss (Paesi Bassi)
Oss  è una municipalità dei Paesi Bassi di 85 405 abitanti situata nella provincia del Brabante Settentrionale.
Il 1º gennaio 1994, la municipalità ha assorbito il territorio degli ex-comuni di Berghem e di Megen, Haren en Macharen. 
Il 1º gennaio 2003 ha assorbito il territorio dell'ex-comune di Ravenstein ed il 1º gennaio 2011 ha assorbito quello di Lith. Il 1º gennaio 2015, con la soppressione del comune di Maasdonk, parte del suo territorio, per la precisione il nucleo abitato di Geffen, è stato assorbito da Oss, mentre il resto è andato a far parte della municipalità di 's-Hertogenbosch.